# 化龙水库
化龙水库是中国重庆市大足区境内的一座水库，位于濑溪河支流化龙河上，建于1982年。水库正常库容为1463万立方米，集雨面积为27平方千米，海拔为403.7米。